# 约翰八世 (拜占庭)
約翰八世·巴列奥略 （1392年12月18日—1448年10月31日）从1421年开始为拜占庭帝國的共同统治者，1425年至1448年为帝国唯一的皇帝。
約翰八世出生於君士坦丁堡，是曼努埃尔二世皇帝的长子，1421年被他父亲任命为共同在位者。1425年曼努埃尔二世死后，他成为拜占庭帝国唯一的皇帝。
約翰八世结过两次婚，第一次是1414年娶莫斯科大公瓦西里一世的女儿安娜，第二次是1421年娶属于巴列奥略王朝支系意大利贵族蒙费拉托侯爵狄奥多尔二世之女索菲亚。但是两次婚姻均无后代。
1432年，約翰八世成功地抵御了奥斯曼帝国苏丹穆拉德二世对君士坦丁堡的围攻。为了抵抗奥斯曼帝国的威胁，約翰八世亲赴罗马与教宗会晤试图达到东正教与天主教的统一。1439年两人在佛罗伦萨就此签署了一份协议，但是最后统一基督教的试图还是失败了。随約翰八世同赴意大利的学者对欧洲正在开始的文艺复兴有一定的影响。最后約翰八世在位期间还是基本上抵挡住了奥斯曼帝国的入侵。
約翰八世任命他的弟弟君士坦丁十一世为其继承人。約翰八世於1448年10月31日在君士坦丁堡去世。君士坦丁十一世在其母亲的帮助下克服了他的两个弟弟的阻力成为皇帝。
| 前任： 曼努埃尔二世 | 拜占庭皇帝 | 继任： 君士坦丁十一世 |